# Mr. T
Lawrence Tureaud (Chicago, Illinois, 1952. május 21. –) amerikai színész. Leginkább az 1980-as évekbeli A szupercsapat című televíziós sorozatban B. A. „Rosszfiú” Baracus szerepéről és az 1982-es Rocky III. című filmben Clubber Lang bokszoló szerepéről ismert.

## Élete és pályafutása
Leghíresebb szerepe A szupercsapat őrmestere, B. A. Baracus, akit társai egyszerűen csak Rosszfiúnak szólítanak a sorozatban.

## A Szupercsapat után
A filmsorozat befejezése után birkózó és pankrátor is volt. Később elkészítette az I Pity the Fool című realityt, ezzel beutazta Amerikát, és lelki és fizikai problémákkal küzdő embereknek nyújtott segítséget[forrás?]. 2005-ben a Katrina hurrikán pusztítása után megfogadta, hogy nem veszi fel többet aranyait.

## Filmográfia

### Film
| Év   | Magyar cím                      | Eredeti cím                           | Szerep                  | Magyar hang        |
| ---- | ------------------------------- | ------------------------------------- | ----------------------- | ------------------ |
| 1982 |                                 | Penitentiary II                       | önmaga                  |                    |
| 1982 | Rocky III.                      | Rocky III                             | Clubber Lang            | Both András        |
| 1983 | Simlis taxisok                  | D.C. Cab                              | Samson                  | Gesztesi Károly    |
| 1984 |                                 | Be Somebody... or Be Somebody's Fool! | önmaga                  |                    |
| 1985 |                                 | WrestleMania                          | önmaga                  |                    |
| 1986 |                                 | WrestleMania 2                        | önmaga                  |                    |
| 1993 |                                 | Freaked                               | A szakállas hölgy       |                    |
| 1993 |                                 | The Terrible Thunderlizards           | Mr. T-Rex               |                    |
| 1994 |                                 | Magic of the Golden Bear: Goldy III   | Freedom                 |                    |
| 1996 | Drágám, add az életed!          | Spy Hard                              | helikopterpilóta        | Ifj. Jászai László |
| 1999 | Bigyó felügyelő                 | Inspector Gadget                      | önmaga                  |                    |
| 2001 | Ítélet                          | Judgment                              | J. T. Quincy            |                    |
| 2001 | Már megint egy dilis amcsi film | Not Another Teen Movie                | A bölcs gondnok         | Vizy György        |
| 2009 | Derült égből fasírt             | Cloudy with a Chance of Meatballs     | Earl Devereaux (hangja) | Szabó Győző        |

### Televízió
| Év   | Magyar cím     | Eredeti cím | Szerep                   | Megjegyzés |
| ---- | -------------- | ----------- | ------------------------ | ---------- |
| 1983 | A szupercsapat | The A-Team  | B. A. „Rosszfiú” Baracus | 97 epizód  |